# Pashtana Durrani
Pashtana Zalmai Khan Durrani (província de Kandahar) és una professora, emprenedora i activista pels drets de les dones afganesa, resident als Estats Units d'Amèrica. Va ser representant juvenil d'Afganistan a l'ONU i va rebre el 2020 una de les beques de la Fundació Malala en suport a la seva feina envers l'educació de les nenes. El novembre de 2021 fou guardonada en la categoria de líders emergents per la Fundació Tällberg de Suècia i el desembre va aparèixer en la llista 100 Women que anualment edita la corporació britànica BBC.
Durrani és la cofundadora i directora executiva de Learn Afghanistan, una ONG creada el 2018 que, a través de l'ensenyament a distància, preten escolaritzar els infants de les regions rurals del país. Col·laboren amb l'ONG canadenca Rumie, creadora d'una aplicació per a mòbils i tauletes amb material didàctic, que han traduit als idiomes locals.
El principal objectiu que persegueix Pashtana Durrani és la formació escolar i professional de les nenes del món rural afganès, que actualment té un dels índexs d'alfabetització més baixos del món. Concretament, ambiciona educar noies per a que puguin esdevenir llevadores.

## Vida personal
Durant les guerres civils afganeses dels anys 90, la família de Pashtana va haver de refugiar-se al Pakistan. A Quetta, on vivien, el seu pare - un líder tribal paixtu - va començar a donar classes per nenes. Fins 2018 no van poder tornar a Kandahar.
Amb el retorn al poder dels talibans, l'agost de 2021, Pashtana va haver d'amagar-se pel risc de ser empresonada. Des de la clandestinitat, va servir d'altaveu davant la comunitat internacional de la situació de les dones al país sota el nou govern integrista i denunciant els atacs soferts pels opositors. A començaments de 2022, Durrani fugí del país, exiliant-se as Estats Units.

## Guardons i reconeixements
- 2020: Beca de la Fundació Malala.
- 2021: Premi de la Fundació Tällberg.
- 2021: Inclosa a la llista 100 Women de la BBC.